# Circuit de Dijon-Prenois
Le circuit de Dijon-Prenois est un circuit français de sport mécanique situé à Prenois, près de Dijon, dans le département de la Côte-d'Or en région Bourgogne-Franche-Comté. 
L'inauguration du Stade automobile de Dijon-Prenois, avec un tracé initial de 3,289 km, a eu lieu le 26 mai 1972. En 1975, sa longueur est portée à 3,800 km. De nombreuses courses d'endurance se disputèrent sur le circuit : les 500 et 1 000 km de Dijon, les 4 et 6 heures de Dijon, et une course du championnat du monde des voitures de sport (FIA-SCC). Antérieurement, les courses de Sports-Prototypes se déroulaient à Dijon-Longvic depuis 1969.

## Circuit
Dans la période actuelle (années 2020), le circuit de Dijon-Prenois accueille des épreuves historiques (Grand Prix historique de Bourgogne, Grand Prix de l'Âge d'Or, etc.), des épreuves nationales (Super Série FFSA, championnat suisse), ainsi que des compétitions de motos.
En 2009, le circuit a accueilli le championnat allemand de voitures de tourisme Deutsche Tourenwagen Masters (DTM).
Le 21 avril 2017, le circuit de Dijon-Prenois est officiellement re-homologué Grade 2 par la fédération internationale de l'automobile (FIA) pour une durée de trois ans.

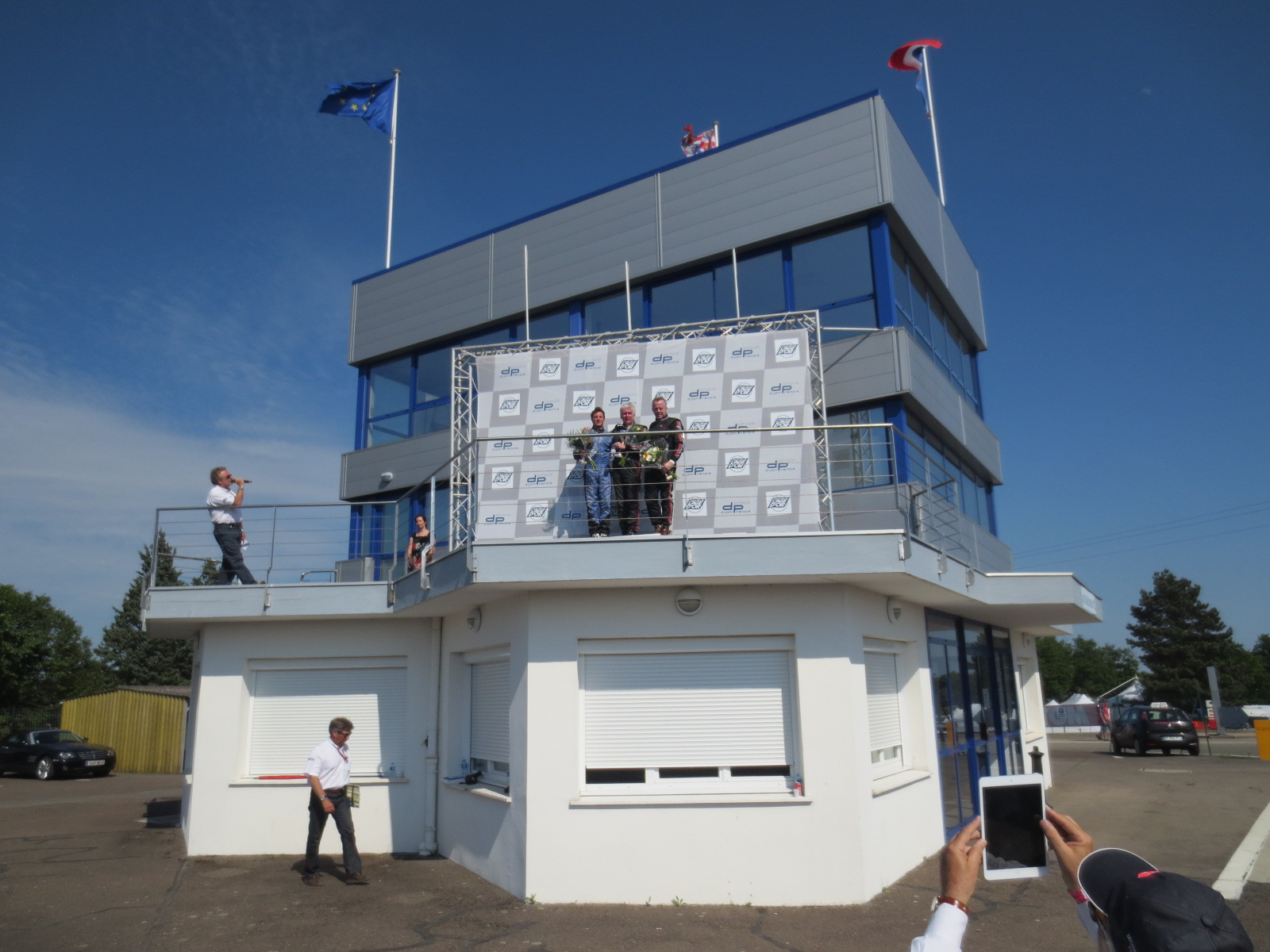
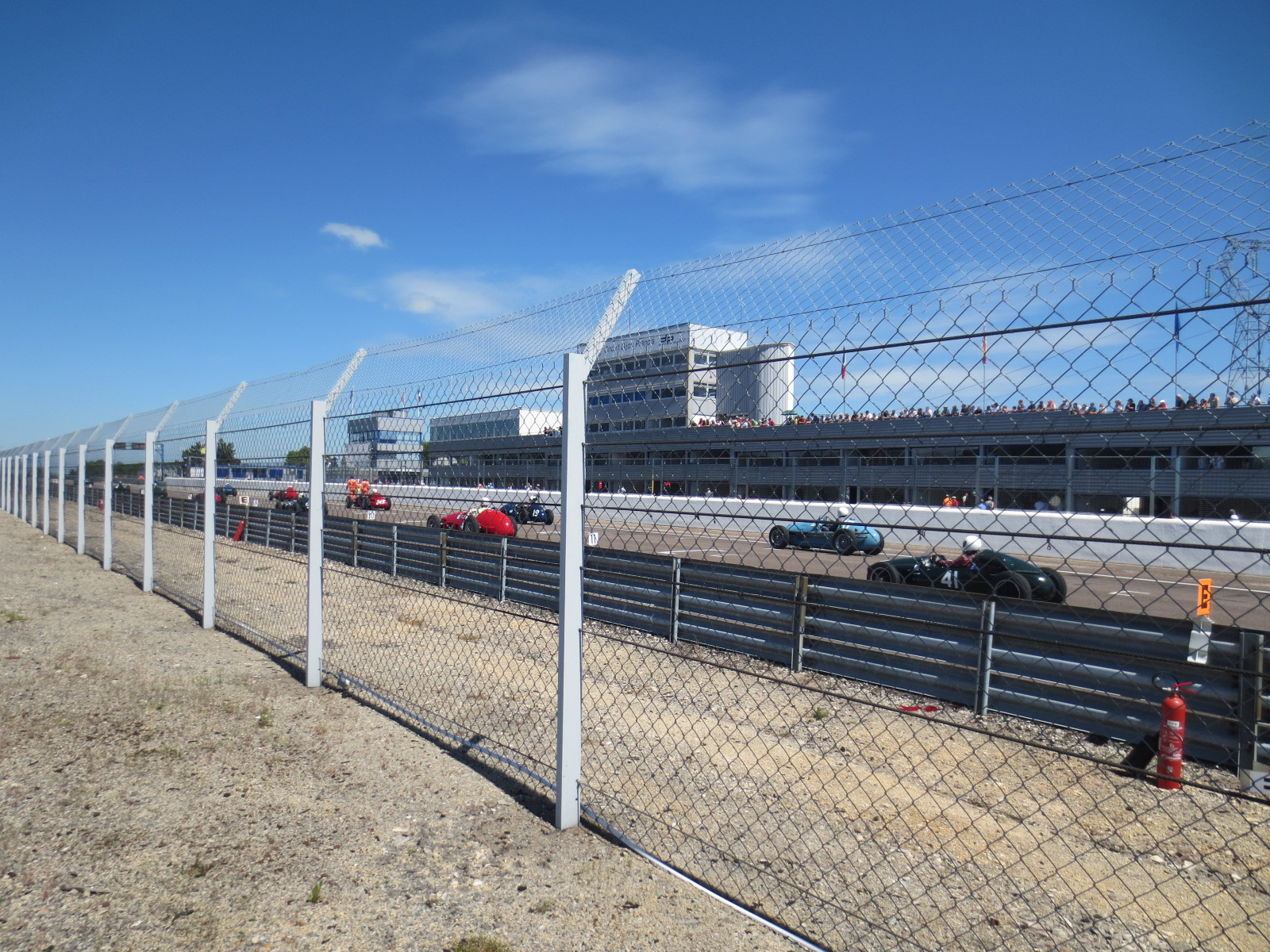
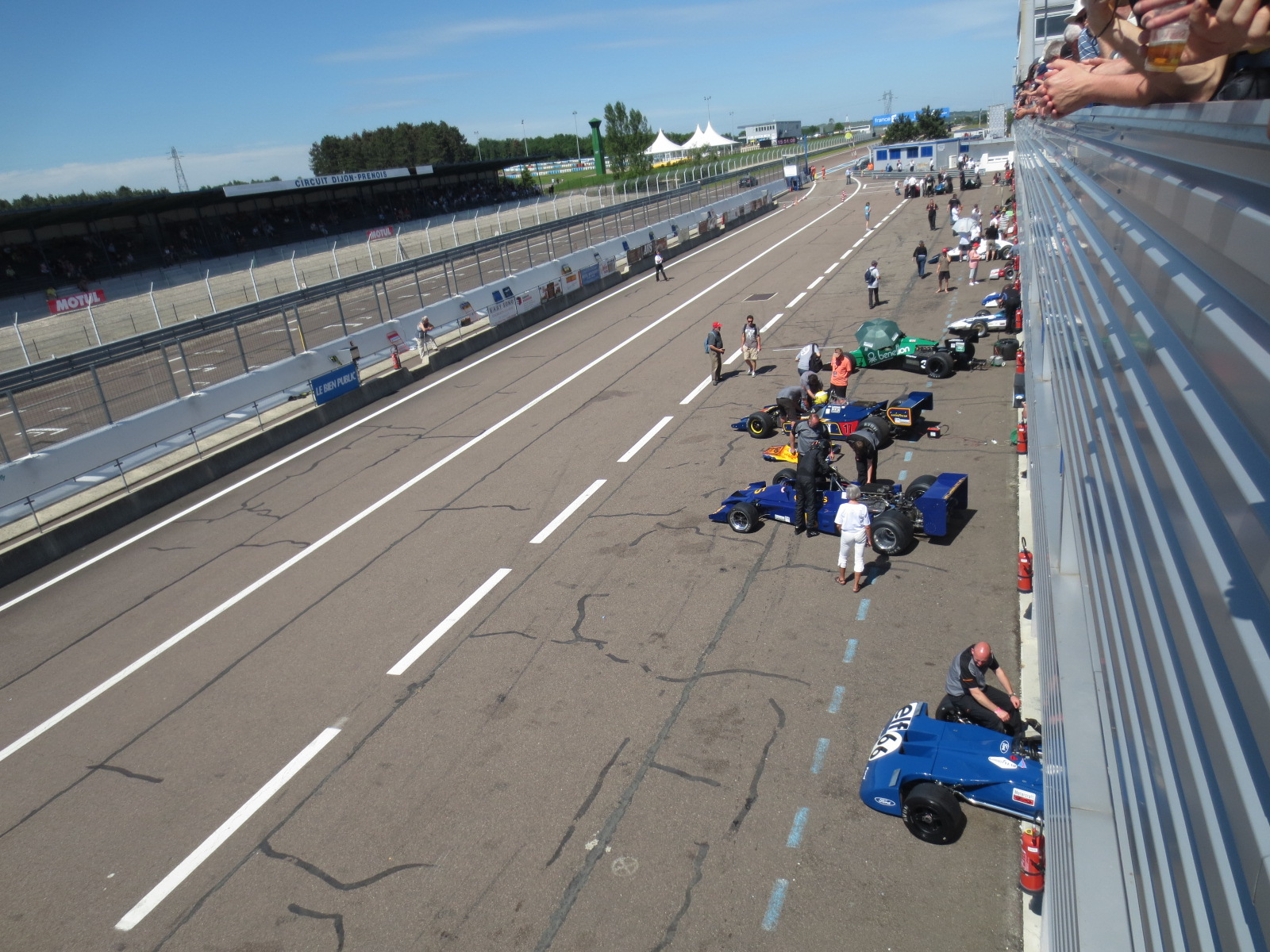
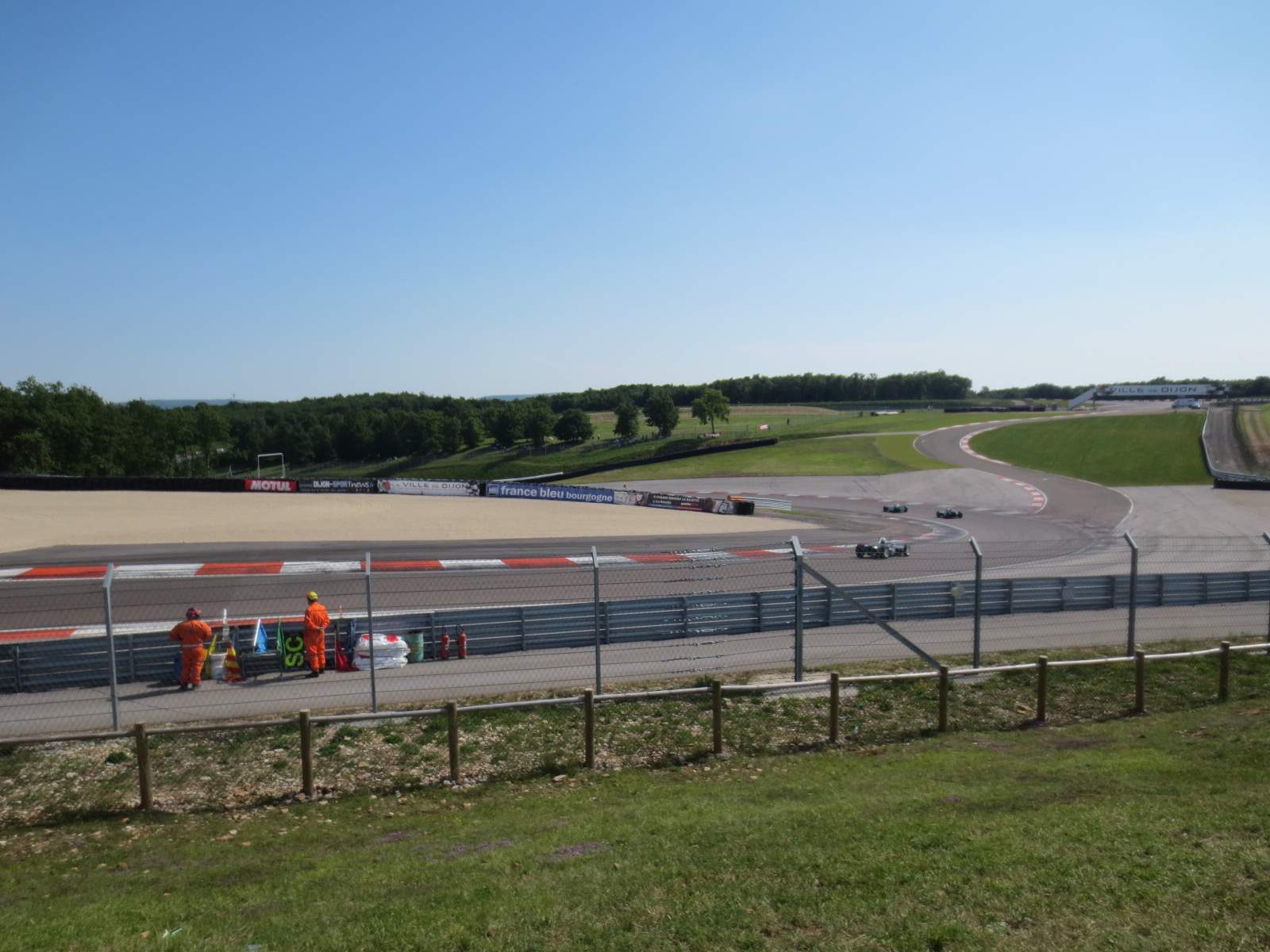

Vue panoramique du gauche de la bretelle.

## Endurance et Tourisme

### Palmarès d'endurance et tourisme
Avant la Seconde Guerre mondiale, les 6 Heures de Dijon sont déjà organisées, en 1927 (vainqueur Raymond Leroy) et 1928 (vainqueur Robert Laly).
Après guerre ont lieu les courses répertoriées ci-dessous, de 1973 à 1997 (onze courses en 17 ans, souvent en avril ou mai; non disputées de 1991 à 1997). Elles ont été inscrites à neuf reprises au Championnat du monde des voitures de sport (hormis l'épreuve-test de 1989), le dernier existant en 1992 : en 1973 (3e manche), 1975 (3e m.), 1976 (6e m.), 1977 (1re m.), 1978 (3e m.), 1979 (3e m.), 1980 (11e m.), 1989 (2e m.) et 1990 (5e m.) ; 
- 1 000 kilomètres de Dijon (2 fois) : 1973 (vainqueurs Henri Pescarolo et Gérard Larrousse sur Matra MS670B) et 1980 (vainqueurs Henri Pescarolo et l'Allemand Jürgen Barth sur Porsche 935/77A) ;
- 800 kilomètres de Dijon (1 fois) : 1975 (vainqueurs l'Italien Arturo Merzario et Jacques Laffite sur Alfa Romeo 33TT12 WSC) ;
- 500 kilomètres de Dijon (2 fois) : 1977 (vainqueurs Arturo Merzario et Jean-Pierre Jarier sur Alfa Romeo T33/SC/12) et 1988 (vainqueurs l'Anglais Steve Soper et l'Allemand Klaus Niedzwiedz sur Ford Sierra RS 500 en Tourisme) ;
- 6 Heures (500 kilomètres) de Dijon (3 fois) : 1976 (vainqueurs le Belge Jacky Ickx et l'Allemnand Jochen Mass sur Porsche 935), 1978 (vainqueurs Bob Wollek et Henri Pescarolo sur Porsche 935/77A) et 1979 (vainqueurs les Allemands Reinhold Joest, Volkert Merl, et le Suisse Mario Ketterer sur Porsche 908/3 Turbo) ;
- 480 kilomètres de Dijon (2 fois, dits « Coupe de Dijon », de 3 797 puis 3 800 kilomètres) : 1989 (vainqueurs Bob Wollek et l'Allemand Frank Jelinski sur Porsche 962 C) et 1990 (vainqueurs Jean-Louis Schlesser et Mauro Baldi sur Mercedes-Benz C11) ;
- Test de Dijon WSPC (3 800 kilomètres) : 1989 (vainqueurs l'Italien Gianfranco Brancatelli, Jean-Louis Schlesser, Jean-Pierre Jabouille et le Suédois Stanley Dickens sur Sauber-Mercedes C9/88).

Puis, entre 1998 et 2006, trois épreuves internationales de Grand Tourisme sont organisées, en Championnat FIA GT, ainsi qu'une en championnat FIA des voitures de sport (2002) :
- 1998 : victoire des futurs champions GT1, le Brésilien Ricardo Zonta et Klaus Ludwig (sur Mercedes-Benz CLK-LM) ;
- 2002 : victoire des futurs champions SR1, les néerlandais Jan Lammers et Val Hillebrand (sur Dome S101, du Racing for Holland, champion constructeurs 2002) - course disputée sans spectateurs[3] ;
- 2006 (mai) : victoire de l'Allemand Sascha Bert (de) (sur Saleen S7-R) ;
- 2006 (septembre) : victoire de l'Anglais Jamie Davies et de l'Italien Thomas Biagi (sur Maserati MC12 GT1).

Des épreuves françaises du championnat de France FFSA GT sont aussi disputées en 1998, puis entre 2005 et 2011 au mois de mai (pour le GT Tour Dijon).

## Formule 1
Le circuit a accueilli cinq Grands Prix de France de Formule 1 et deux Grand Prix de Suisse (le dernier organisé en 1982).
En 1979, Jean-Pierre Jabouille (Renault) marque l'histoire de la Formule 1 en remportant son premier Grand Prix, mais surtout en faisant triompher pour la première fois une monoplace à moteur turbocompressé. Sur le coup, son succès est pourtant en grande partie éclipsé par le duel d'anthologie que se sont livré dans les derniers tours pour le gain de la deuxième place Gilles Villeneuve (Ferrari) et René Arnoux (Renault).
Alain Prost y a gagné son premier Grand Prix en 1981 sur Renault. Niki Lauda est le dernier vainqueur en Formule 1 en 1984.
Le record du circuit de 1 min 5 s 257 au tour à 209,633 km/h de moyenne a été établi en 1984 par Alain Prost qui courait pour l'équipe McLaren.
Le record de la pole position est également détenu par Alain Prost sur une Renault RE30B Renault. Il l'a établi lors du Grand Prix de Suisse en 1982 en 1 min 1 s 380, à la moyenne de 222,874 km/h.

### Palmarès de la F1
| Saison | Grand Prix           | Date        | Pilote vainqueur      | Nationalité | Écurie        | Résultats |
| ------ | -------------------- | ----------- | --------------------- | ----------- | ------------- | --------- |
| 1974   | Grand Prix de France | 7 juillet   | Ronnie Peterson       | Suède       | Lotus-Ford    | Résultats |
| 1975   | Grand Prix de Suisse | 24 août     | Clay Regazzoni        | Suisse      | Ferrari       | Résultats |
| 1977   | Grand Prix de France | 3 juillet   | Mario Andretti        | États-Unis  | Lotus-Ford    | Résultats |
| 1979   | Grand Prix de France | 1er juillet | Jean-Pierre Jabouille | France      | Renault       | Résultats |
| 1981   | Grand Prix de France | 5 juillet   | Alain Prost           | France      | Renault       | Résultats |
| 1982   | Grand Prix de Suisse | 29 août     | Keke Rosberg          | Finlande    | Williams-Ford | Résultats |
| 1984   | Grand Prix de France | 20 mai      | Niki Lauda            | Autriche    | McLaren-TAG   | Résultats |

## DTM
Du 9 au 11 octobre 2009, pour la première fois en France, le circuit accueille le championnat de voitures de tourisme allemand Deutsche Tourenwagen Masters. Sur une piste détrempée, le Canadien Bruno Spengler réalise la pole position. Gary Paffett remporte la course devant Paul di Resta (meilleur tour en course), Bruno Spengler, Jamie Green et Ralf Schumacher, Mercedes obtenant un quintuplé.

### Palmarès du DTM
| Saison | Date       | Pilote vainqueur | Nationalité     | Écurie            |
| ------ | ---------- | ---------------- | --------------- | ----------------- |
| 2009   | 11 octobre | Gary Paffett     | Grande-Bretagne | Mercedes HWA Team |

## Courses automobiles

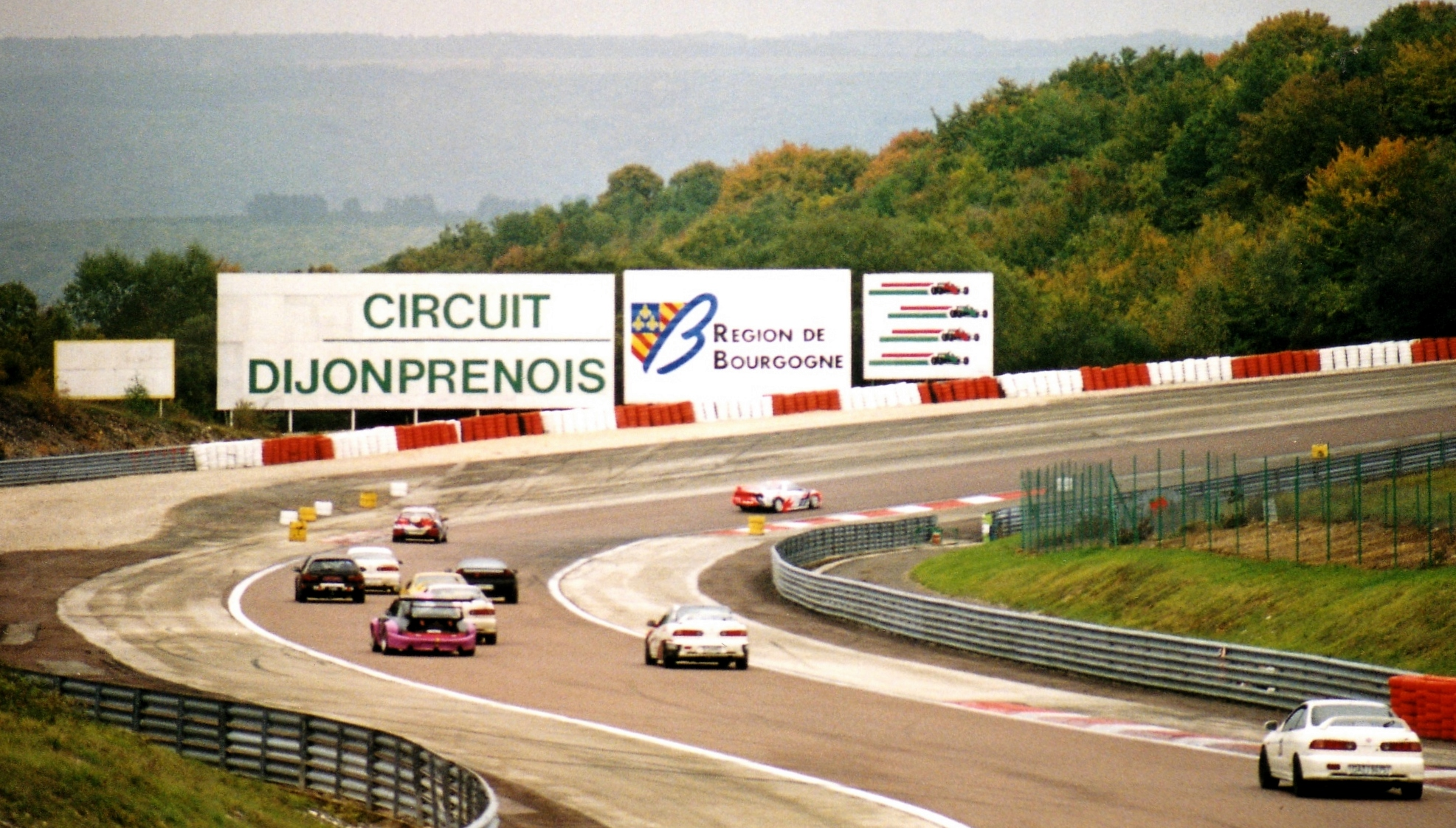
Le virage Parabolique.
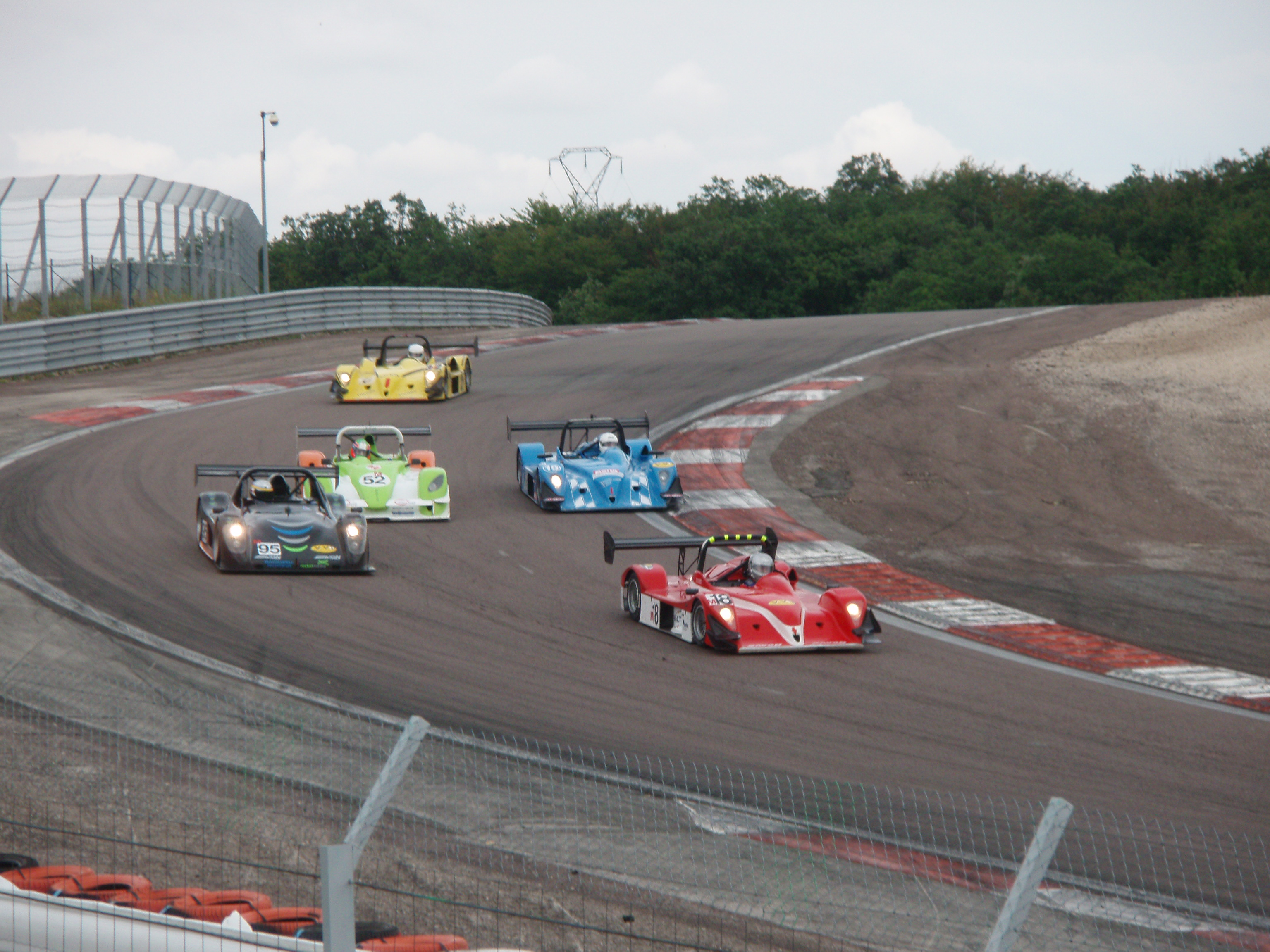
Sport-prototypes 2 litres à l'attaque dans le gauche de la bretelle lors de l'épreuve 2007 du championnat FFSA.
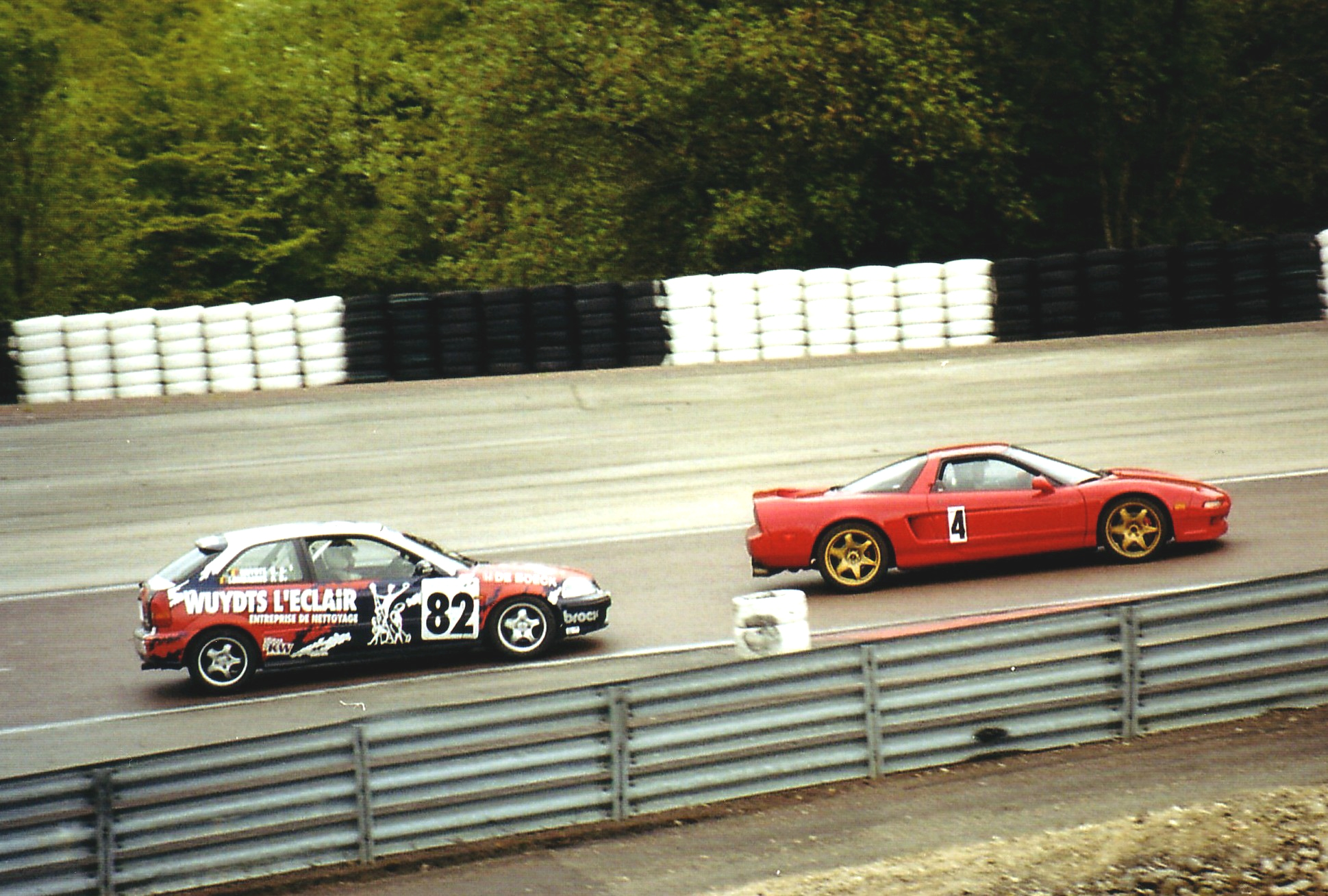
Deux Honda dans le virage de la Parabolique lors du Trophée Honda Europe 2003.
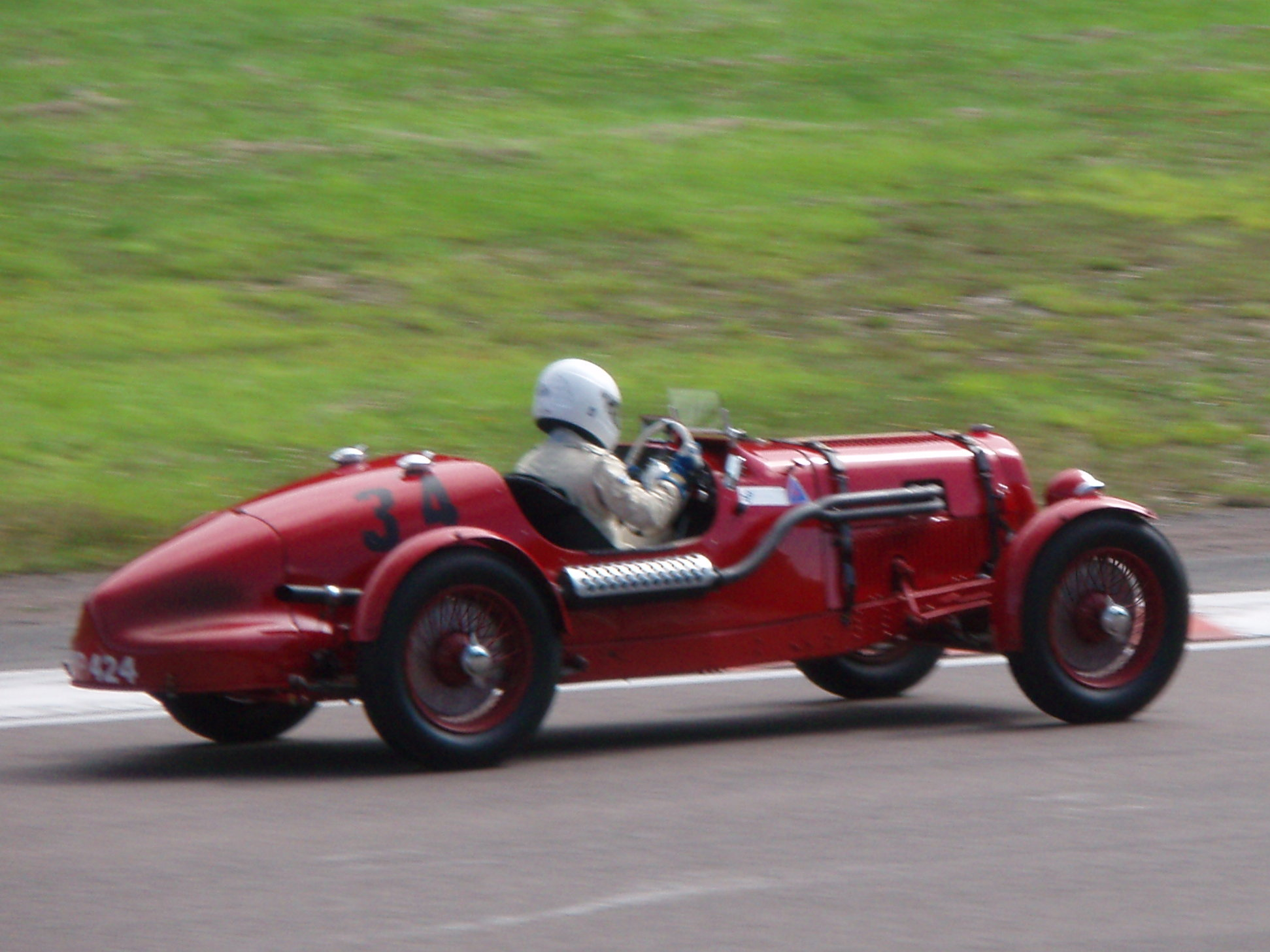
Aston Martin Speed 2 litres de 1937 dans la courbe de Pouas au Grand Prix de l'Âge d'Or 2007.
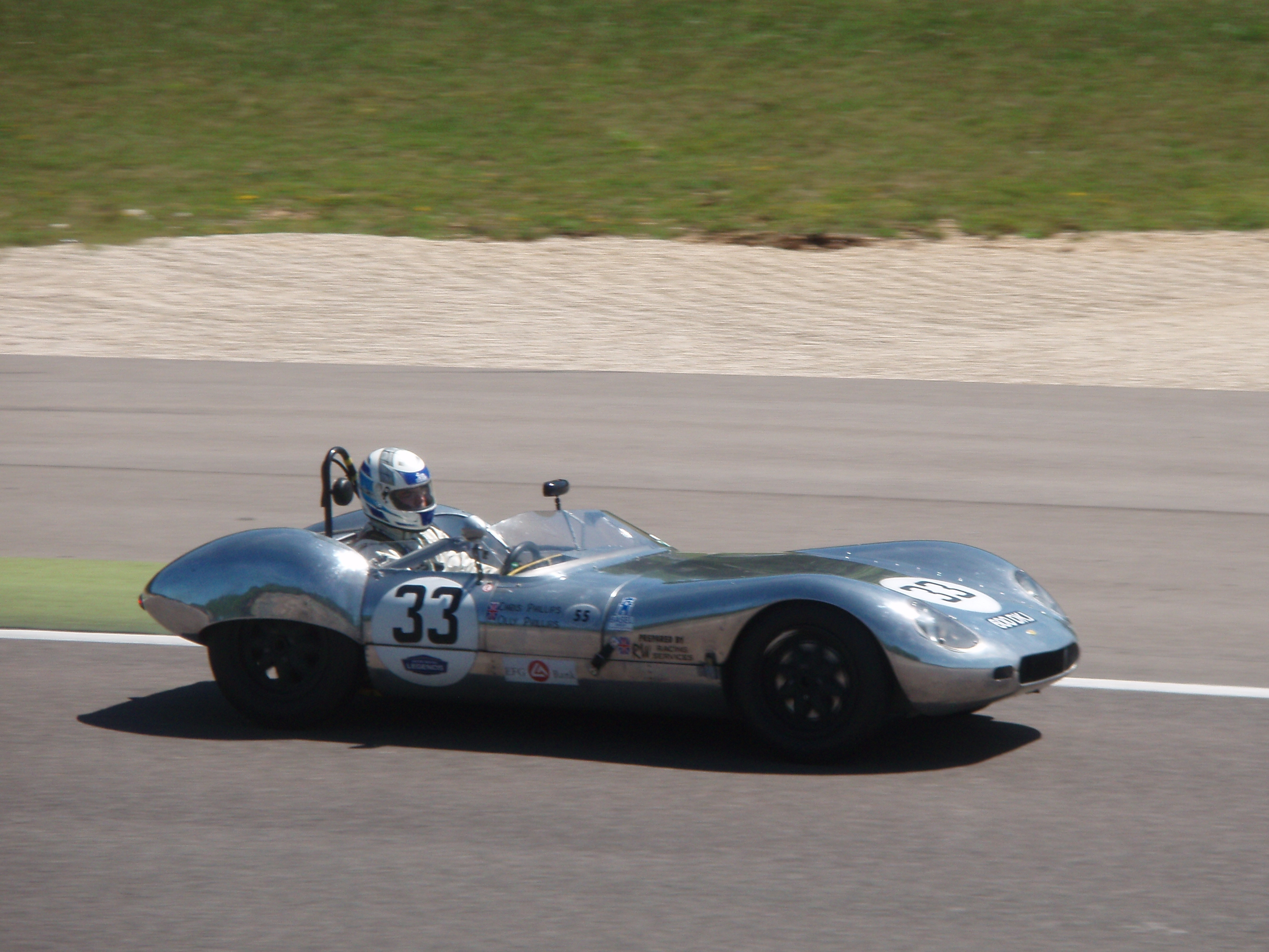
Une Lola Mk1 prototype de 1958 en course durant le Stirling Moss Trophy du Grand Prix de l'Âge d'Or 2011.
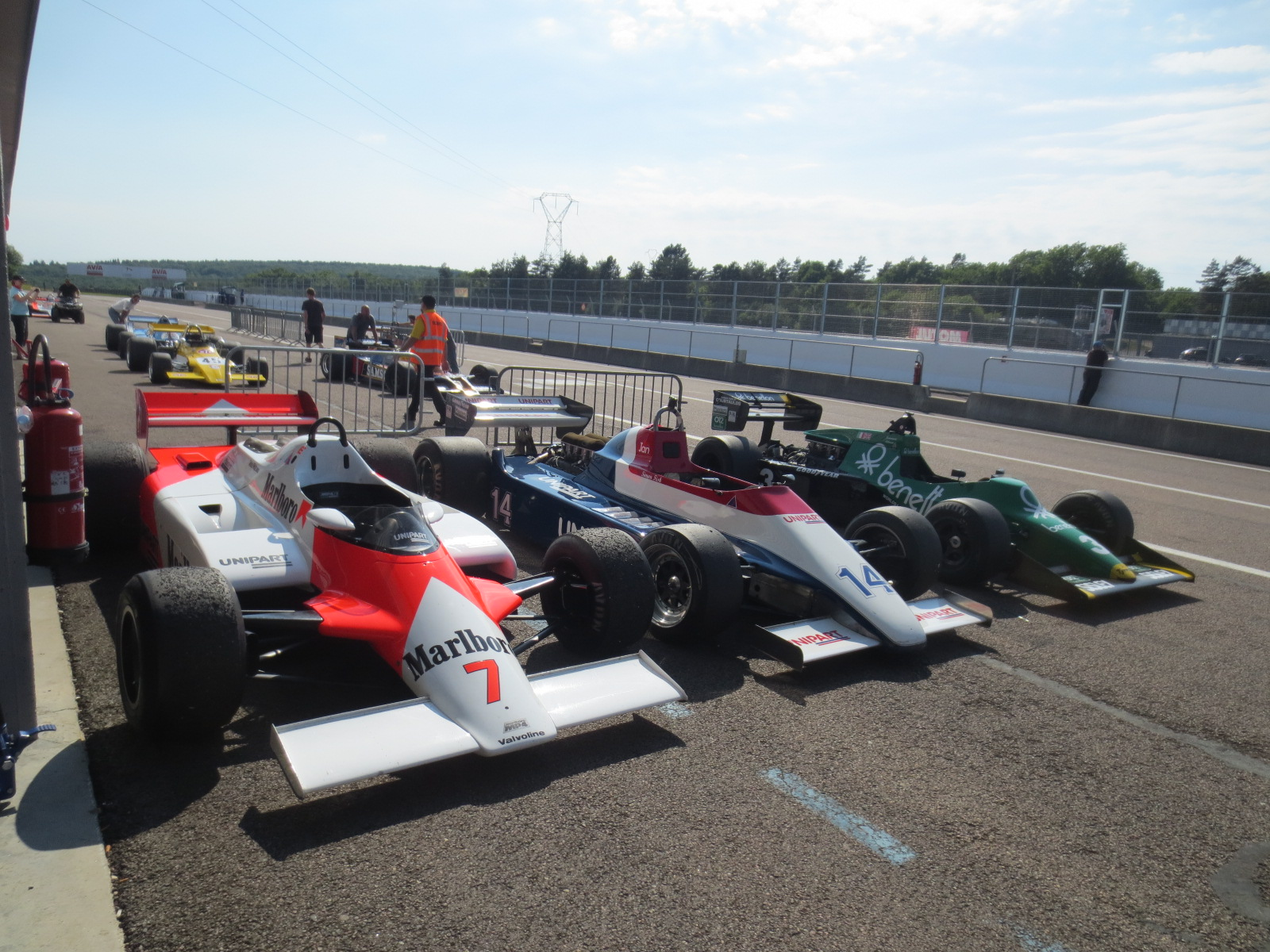
Grand Prix Age d'or 2013.
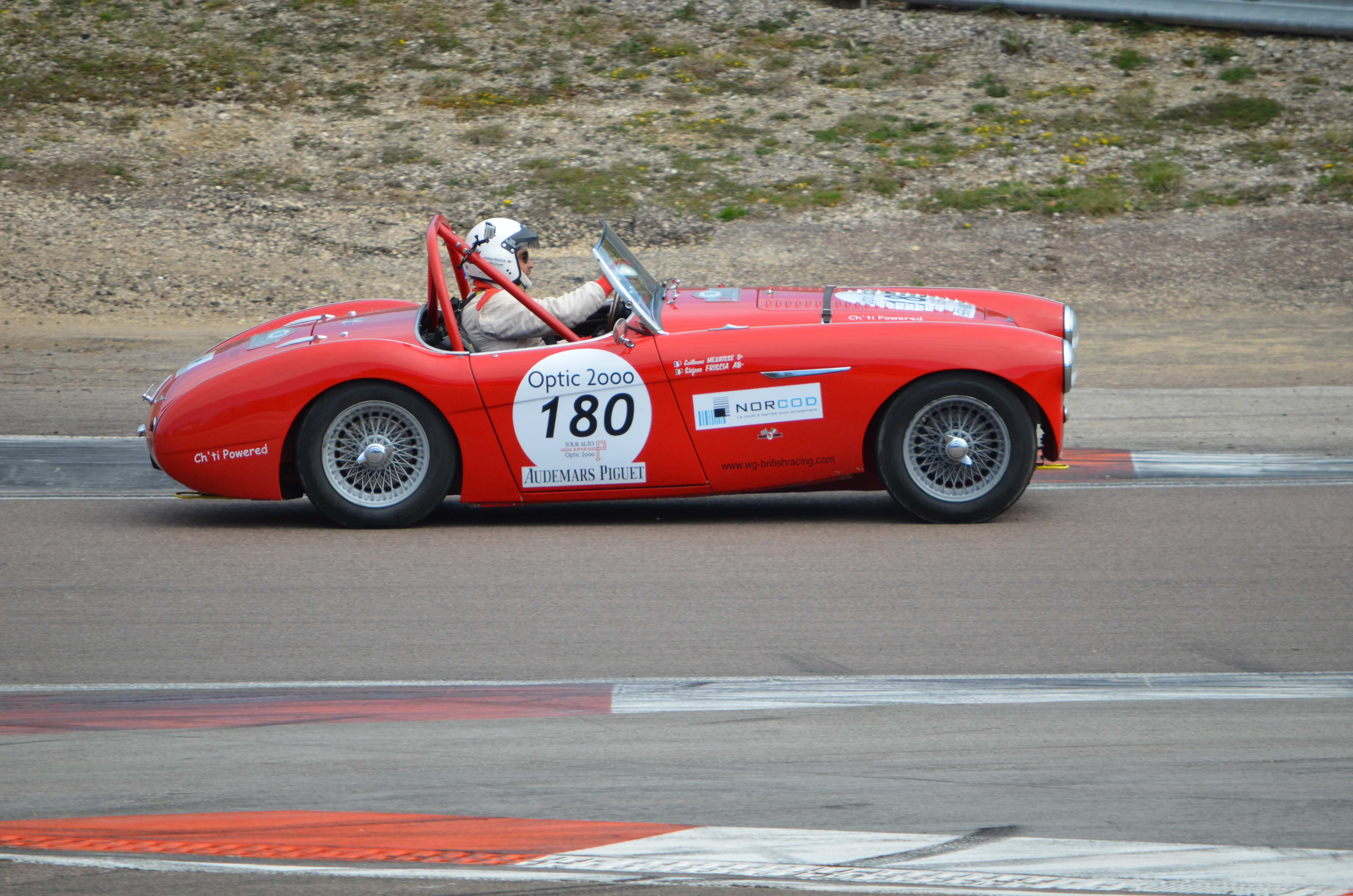
Austin Healey 100, Tour Auto 2012.
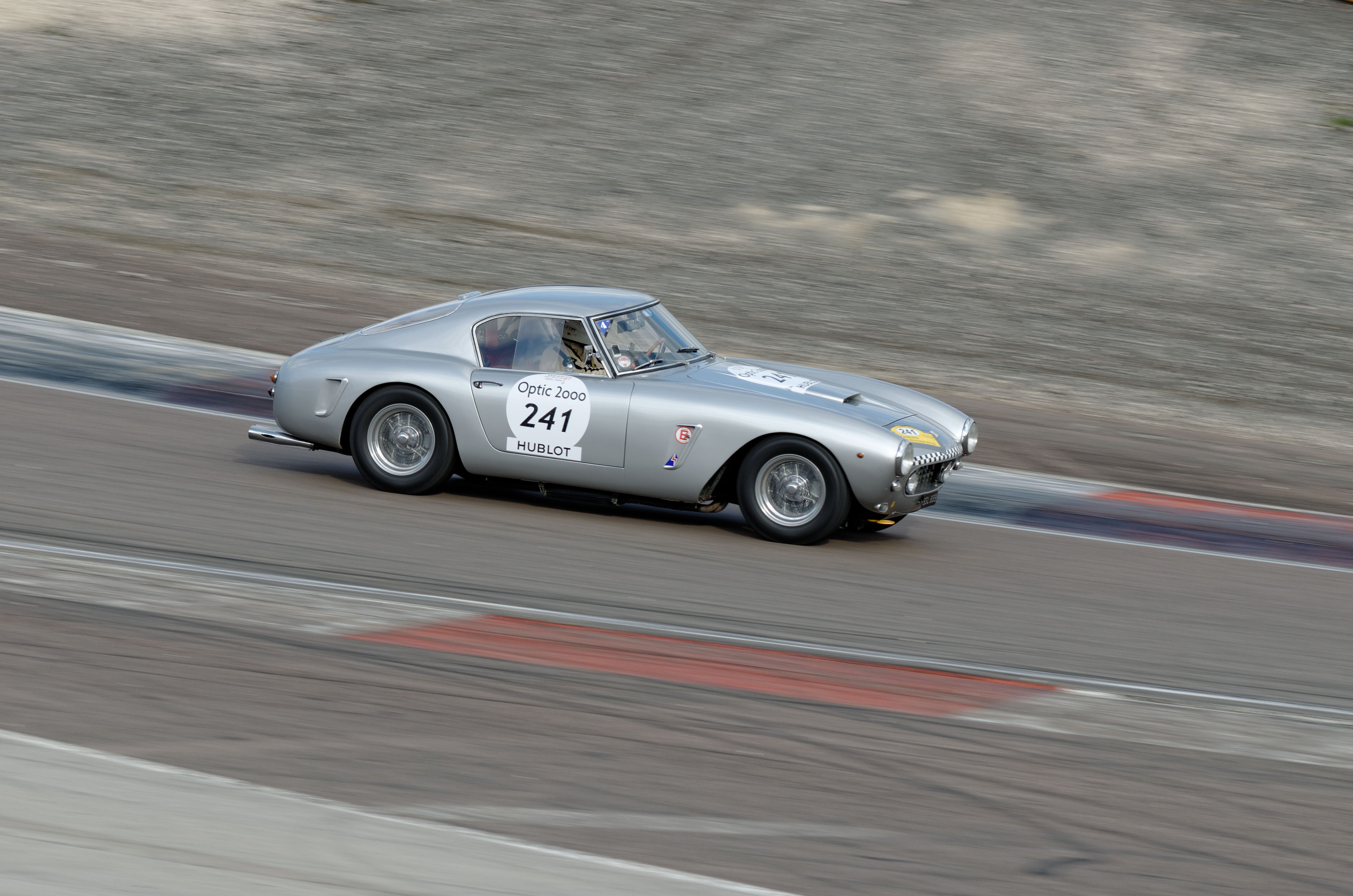
Ferrari 250 GT Berlinetta, Tour Auto 2014.

## Tour de France cycliste
Le 25 juillet 1987, le circuit accueille l'arrivée de la 24e étape du Tour de France 1987.